# 安田顕元
安田 顕元（やすだ あきもと）は、戦国時代から安土桃山時代にかけての武将。越後国上杉氏の家臣。越後国刈羽郡安田城主。

## 生涯
永禄年間ごろに父・景元の跡を継ぐ。同じ上杉家臣の安田長秀をはじめとする大見安田氏とは別氏族である、毛利安田氏（安田長秀#出自を参照）出身。
上杉謙信に仕え、川中島の戦いなどで功績を挙げ、信濃国の飯山城を任された。また、「顕」の字は謙信より拝領したものである。
天正6年（1578年）の上杉謙信死後、越後国内での後継者争いである御館の乱が勃発すると、顕元は誓紙を出して上杉景勝側に味方し、五十公野治長（後の新発田重家）や堀江宗親等の、当初は上杉景虎側についていた国人衆を調略して、景勝側に引き入れ、景勝の勝利に大いに貢献した。ところが乱の終結後の論功行賞において、恩賞のほとんどが景勝子飼いの上田衆に与えられることとなり、新発田ら国人衆はこれに猛反発する。
顕元は重家と景勝との仲裁に乗り出して両者の説得を試みたが上手くいかず、両者の板ばさみとなった。結局、顕元は責任を感じて、面目を保つために自害した。
刈羽安田氏の家督は顕元の弟、能元が継いだ。
顕元の死により、重家は上杉からの離反の意志を固め、翌天正9年（1581年）、陸奥国の伊達輝宗・蘆名盛隆に通じて独立した（新発田重家の乱）。